# Sân bay Anadolu
Sân bay Eskişehir Anadolu (IATA: AOE, ICAO: LTBY) (tiếng Thổ Nhĩ Kỳ: Eskişehir Anadolu Havaalanı) là một sân bay ở thành phố Eskişehir, Thổ Nhĩ Kỳ. Sân bay này nằm ở trong khu trường sở İki Eylül của Đại học Anadolu, đơn vị vận hành là Trường Hàng không của đại học này. Sân bay Eskişehir Anadolu có 1 đường băng dài 2518 m bề mặt nhựa đường.

## Các hãng hàng không và các tuyến điểm
- Turkish Airlines (Istanbul-Atatürk)